# Batir-Murzà
Batir-Murzà (en rus: Батыр-Мурза) és un poble de la república del Daguestan, a Rússia. Segons el cens del 2010 tenia 624 habitants.